# Gölsdorf (Niedergörsdorf)

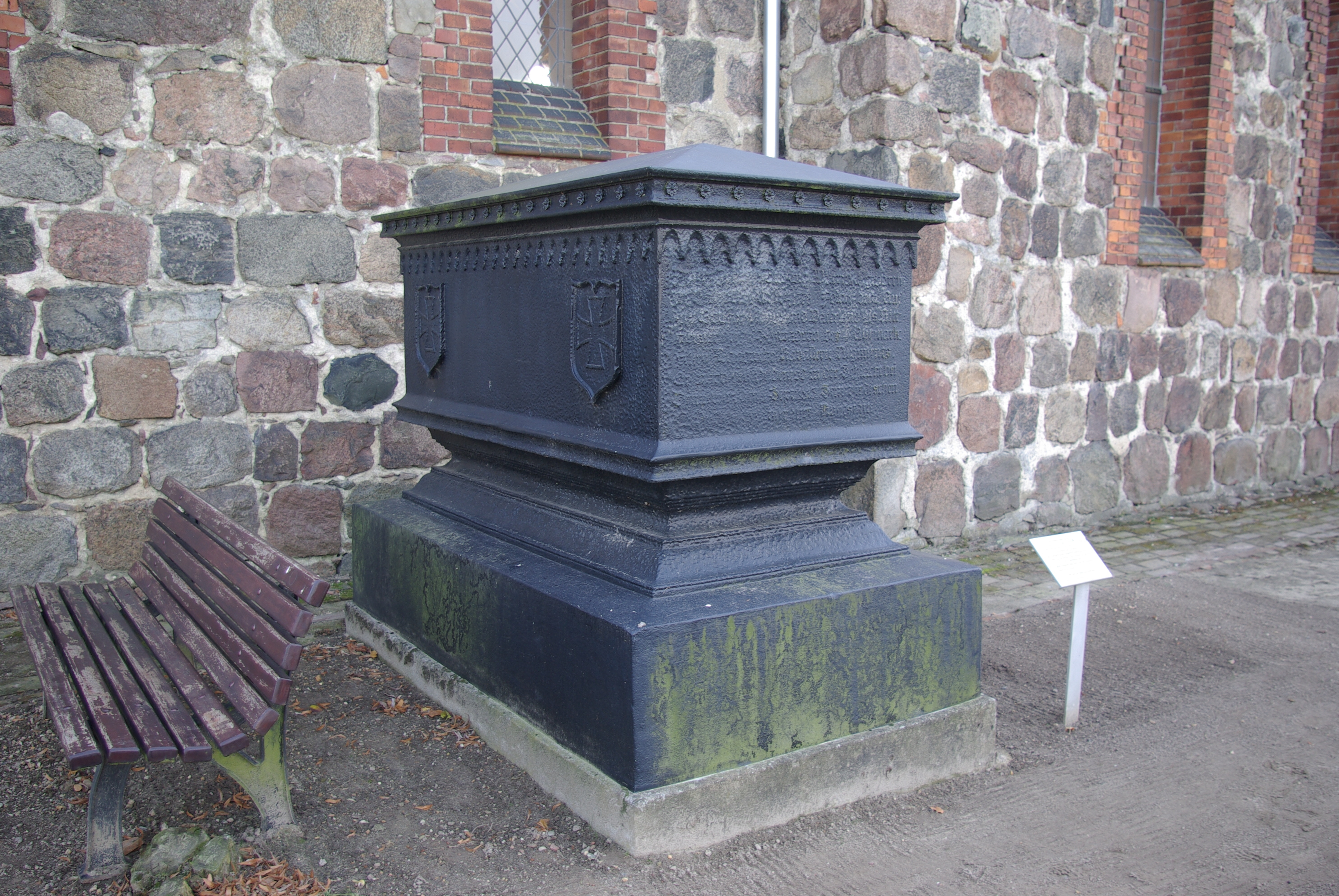
Kenotaph für Rittmeister Franz Johann Ludwig Alberthal

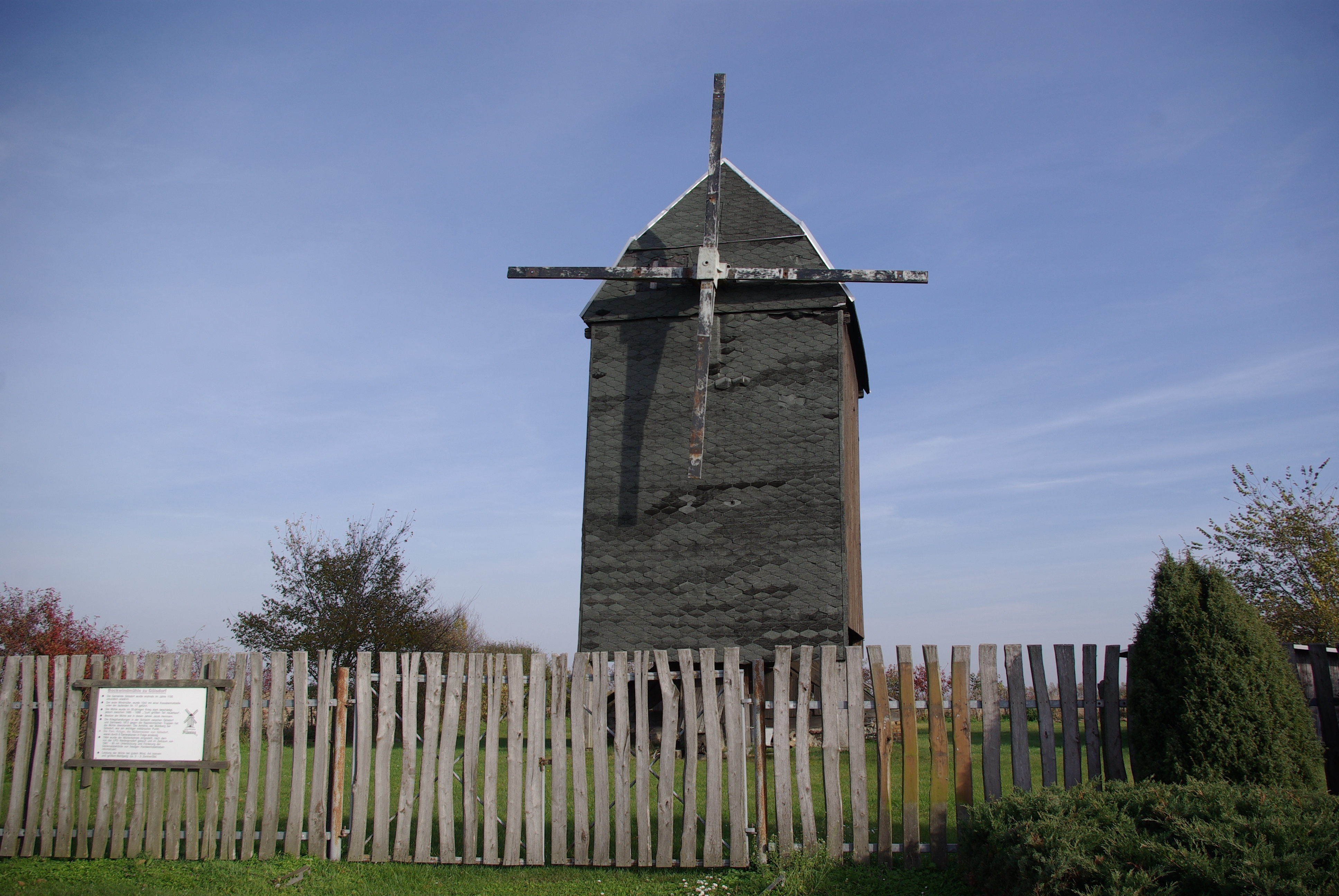
Mühle

Gölsdorf ist ein Ortsteil der Gemeinde Niedergörsdorf im Landkreis Teltow-Fläming im Bundesland Brandenburg.

## Geschichte
Wie Gölsdorf entstanden ist weitgehend unbekannt, die erste Erwähnung war 1192 als „Gölisdorp“. Der Name enthält einen slawischen Familiennamen. Südwestlich von Gölsdorf befand sich das Dorf Schweinsdorf, dieses fiel spätestens 1575 wüst. Im Jahre 1506 gab es in Gölsdorf 15 Hüfner. Nach dem Dreißigjährigen Krieg waren elf Hüfnergehöfte nicht belegt. Im Jahre 1818 lebten 159 im Ort. Im Rahmen der Separation, die 1856 abgeschlossen war, wurden Gräben ausgehoben, um das Dorf vor Überschwemmung zu schützen. Im Jahre 1841 wurde die Bahnstrecke Berlin-Wittenberg erbaut, allerdings erhielt Gölsdorf einen Anschluss an diese Bahnlinie erst im Jahre 1898. Der Bahnhof wurde allerdings nach Niedergörsdorf benannt. Ab 1816 gehörte Gölsdorf zum Kreis Schweinitz und somit zur Provinz Sachsen. Zur Zeit der DDR gehörte Gölsdorf zum Kreis Jüterbog.

## Der Ort
Gölsdorf liegt acht Kilometer südwestlich von Jüterbog und zwei Kilometer südlich von Niedergörsdorf. Die Nachbarorte sind Niedergörsdorf, Dennewitz und Seehausen. Der Ort erstreckt sich als Straßendorf in Nord-Süd-Richtung. Im Norden an der Straße zu Niedergörsdorf befindet sich die Mühle. Die Dorfkirche befindet sich im nördlichen Teil des Ortes, davor liegt ein Teich. Weiter südlich befinden sich zwei weitere Teiche.
Der Ort ist landwirtschaftlich geprägt.

## Baudenkmale
In Gölsdorf ist die Dorfkirche mit dem Kenotaph für Rittmeister Franz Johann Ludwig Alberthal als Baudenkmal in die Denkmalliste eingetragen. Weitere Baudenkmale sind die Mühle im Norden des Dorfes und ein Gedenkstein an die Gefallenen des Jahres 1813 bei der Schlacht bei Dennewitz.
Bereits 1192 stand hier eine Kirche. Die heutige Kirche wurde in der zweiten Hälfte des 13. Jahrhunderts erbaut. 1579 wurden wesentliche hölzerne Teile erneuert, die Steinmauern blieben erhalten. Im Jahre 1725 wurde der Turm errichtet, dieser wurde 1775 erneuert. Renovierungen gab es in den Jahren 1848, 1888 und 1934. Es ist ein Saalbau mit einem Fachwerkturm. Der Turm hat einen quadratischen Grundriss, ein achteckiges Glockengeschoss und eine Haube mit Laterne. Das Schiff und der Chor haben getrennte Satteldächer. Die Ausstattung ist im Wesentlichen während der Renovierungen im Jahre 1888 entstanden. Altar, Orgel und ein Lesepult sind aus diesem Jahr. Die Taufe ist aus dem 19. Jahrhundert, die Taufschale aus Zinn aus dem Jahr 1820. Die Glocke wurde aus Bronze im 13. Jahrhundert gegossen.
Auf dem Kirchhof um die Kirche herum befindet sich im Norden der Kirche ein Kenotaph für den Rittmeister Franz Johann Ludwig Alberthal (1778–1813). Er fiel in der Schlacht bei Dennewitz. Der Entwurf für das Kenotaph stammt von Karl Friedrich Schinkel. Das Jahr der Aufstellung ist unbekannt, es soll in der Zeit von 1820 bis 1860 aufgestellt worden sein. Auf der Frontplatte befindet sich eine Widmung, auf den Seiten Wappen mit eisernem Kreuz.
Am Dorfteich in der Nähe der Kirche befindet sich Gedenkstein für die Gefallenen der Schlacht bei Dennewitz. Aufgestellt wurde der Stein im Jahre 1913. Er soll deutlich machen, dass auch andere Dörfer von der Schlacht berührt waren.
Die Bockwindmühle befindet sich am nördlichen Rand des Dorfes. Bereits 1542 wird ein Windmüller erwähnt. Die heutige Mühle wurde von 1686 bis 1688 erbaut. Seit 1909 wird sie mit einem Elektromotor betrieben, der Mühlenbetrieb wurde 1980 eingestellt.